# Who built the moon?
Who built the moon? är en spekulativ bok av Christopher Knight och Alan Butler, först utgiven 2005. Boken handlar om månen, men det är ingen vanlig bok om månen, utan en bok som påstår saker utöver det vanliga om densamma. Bland annat hävdar författarna att det finns skäl att tro att månen inte har någon kärna. De ställer sig även  frågan, som också utgör bokens titel, "Vem byggde månen?"

## Kritik och omnämnanden
Paul Nettleton recenserade boken 2005 i The Guardian.. Året därefter intervjuades Christopher Knight om boken och dess teorier och spekulationer i den australiska tidskriften Newdawn Magazine. Den 14 juli 2016 då David Icke var gäst i det australiska morgon-TV-programmet Today nämnde han boken och förde sedan ett resonemang om den tillsammans med värden för TV-showen, Karl Stefanovic.